# Zbigniew Piniński
Zbigniew Piniński (ur. 1933, zm. 24 lutego 2018) – polski architekt i inżynier, doktor habilitowany nauk technicznych, profesor nadzwyczajny Wydziału Architektury Politechniki Białostockiej, nauczyciel akademicki wielu innych uczelni, w tym w Niemczech i Austrii, pierwszy dyrektor Instytutu Architektury Politechniki Białostockiej.

## Życiorys
W 1951 uzyskał tytuł magistra inżyniera na Wydziale Architektury Politechniki Krakowskiej. W 1973 otrzymał stopień naukowy doktora na podstawie rozprawy na temat metabolizmu w budownictwie przemysłowym. Stopień doktora habilitowanego nauk technicznych uzyskał 1976 na podstawie dorobku naukowego oraz pracy poświęconej teoretycznemu, globalnemu modelowi architektury dostosowującej się do zmiennych potrzeb społeczeństwa.
W latach 1973–1978 był nauczycielem akademickim Politechniki Białostockiej, w której był współzałożycielem i pierwszym dyrektorem Instytutu Architektury (przekształconego później w Wydział Architektury). W latach 1978–1981 był wykładowcą Wydziału Architektury Politechniki Warszawskiej. W październiku 1981 wyjechał z kraju. W latach 1981–1982 był profesorem Wydziału Architektury Technische Hochschule Darmstadt, w latach 1982–1984 wykładowcą Technische Universität Braunschweig. Później wykładał w wielu innych uczelniach Niemiec, Austrii i w innych krajach. Pełnił funkcję prezydenta Międzynarodowej Akademii Kultury Budownictwa i wchodził w skład Rady Kultury Republiki Federalnej Niemiec. W latach 2001–2006 był zatrudniony na Wydziale Architektury Politechniki Białostockiej oraz równolegle w latach 2003–2006 w Instytucie Kulturoznawstwa Uniwersytetu Wrocławskiego. W latach 2009–2014 był nauczycielem akademickim Państwowej Wyższej Szkoły Zawodowej w Suwałkach. Od 2017 do śmierci prowadził zajęcia w Wydziale Budownictwa i Inżynierii Środowiska Politechniki Białostockiej.